# Размах крыльев (фильм)
«Разма́х кры́льев» — советский фильм-катастрофа 1986 года производства Одесской киностудии. Сценарий написан по повести Юрия Ярового «Особый случай», основанной на реальных событиях.

## Сюжет
Действие происходит в СССР в середине 1980-х годов.
У пассажирского авиалайнера Ил-18 борт СССР-75459 авиакомпании «Аэрофлот», следующего рейсом 2884 Хабаровск — Иркутск — Свердловск, один за другим, вследствие сигнализации о пожаре, экипажем были отключены два двигателя из четырёх, оба на правом крыле. До пункта назначения ещё три часа полёта, запасные аэропорты закрыты по метеоусловиям, а оставшиеся два двигателя, по мнению главного конструктора и лётчика-испытателя, смогут проработать на взлётном режиме, необходимом для компенсации дефицита тяги, всего 15 минут.
В процессе анализа сложившейся ситуации специалистами на земле возникло подозрение, что на самом деле пожара двигателей не было, поскольку огня никто из экипажа не видел, а сигнальные табло пожара ложно сработали из-за технической неисправности в проводке в результате непредвиденного стечения обстоятельств. В данной ситуации экипажу с земли даётся разрешение на запуск двигателей, но если пожар всё же был, это приведёт к неминуемому повторному возгоранию двигателей, а реагенты пожарной системы наполовину уже израсходованы, для повторного гашения их остатка может не хватить, и самолёт сгорит.
С другой стороны, сразу после возникновения нештатной ситуации экипаж начал резкое снижение в расчёте на посадку в ближайших аэропортах и летит на высоте всего 3600 метров. Им предложено для запуска двигателей спуститься на отметку 800 метров. По расчётам командира воздушного судна, рекомендованный запуск двигателей произойдёт не сразу из-за обледенения воздухозаборников, в итоге есть большая вероятность того, что самолёт ещё больше потеряет высоту, а это чревато падением. В это время от ЦДС на борт приходит информация, что все ближайшие аэропорты закрыты по метеоусловиям. Вдобавок ко всему из-за потери скорости самолёт нагоняет циклон, а среди пассажиров начинается паника.
Чтобы предотвратить катастрофу, надо принять единственно правильное решение.
Запросив ближайший аэропорт посадки, командир экипажа на свой страх и риск продолжил полёт…

## В ролях
| Актёр              | Роль                                                                                                   |
| ------------------ | --- |
| Евгений Карельских | Командир экипажа Семён Николаевич Селезнёв                                                             |
| Сергей Сазонтьев   | Второй пилот Никита Сударев                                                                            |
| Владимир Заманский | Штурман Геннадий Иванович Васильков                                                                    |
| Вячеслав Баранов   | Бортмеханик Дмитрий Киселёв                                                                            |
| Виталий Дорошенко  | Бортрадист Иван Невьянцев                                                                              |
| Анна Гуляренко     | Старшая стюардесса Людмила                                                                             |
| Виктория Корсун    | Младшая стюардесса Татьяна Бойко                                                                       |
| Михаил Жигалов     | Начальник смены Центральной диспетчерской службы (ЦДС) «Аэрофлота» Владимир Георгиевич Павлов          |
| Виктор Пименов     | Помощник Павлова Александр Иванович Козырев                                                            |
| Игорь Комаров      | Заместитель министра гражданской авиации                                                               |
| Георгий Юматов     | Лётчик-испытатель Ил-18 (озвучивал Олег Мокшанцев)                                                     |
| Василий Векшин     | Генеральный конструктор                                                                                |
| Юрий Горобец       | Конструктор двигателей (озвучивал Игорь Ефимов)                                                        |
| Александра Турган  | Дина                                                                                                   |
| Юрий Шлыков        | Авиадиспетчер, сын штурмана Геннадия Василькова Виталий Васильков                                      |
| Лия Ахеджакова     | Пассажирка 1-го салона № 1 (считает себя экстрасенсом)                                                 |
| Алла Будницкая     | Пассажирка 1-го салона № 2 (в белой меховой накидке)                                                   |
| Марианна Катаева   | Пассажирка 1-го салона № 3 Инна                                                                        |
| Галина Макарова    | Пассажирка 1-го салона № 4 (бабушка с внуком)                                                          |
| Инга Третьякова    | Пассажирка 1-го салона № 5                                                                             |
| Маша Коссовская    | Пассажирка 1-го салона № 6 (первая дочка пассажирки 1-го салона № 8, приставала к Баранову с медведем) |
| Оксана Глаголева   | Пассажирка 1-го салона № 7 (вторая дочка пассажирки 1-го салона № 8)                                   |
| О. Коробенко       | Пассажирка 1-го салона № 8 (с двумя дочками, сидела рядом с сердитым пассажиром Барановым)             |
| Сергей Проханов    | Пассажир 1-го салона № 1 (паникёр, перепутавший при посадке самолёты) Вадим Борисович Веселков         |
| Александр Ильин    | Пассажир 1-го салона № 2 (бородач, везущий на коленях коробку с видеомагнитофоном «Hitachi»)           |
| Виктор Михайлов    | Пассажир 1-го салона № 3 (с птицами в клетке)                                                          |
| Витаутас Паукште   | Пассажир 1-го салона № 4 (археолог)                                                                    |
| Геннадий Корольков | Пассажир 1-го салона № 5 (спутник пассажирки 1-го салона № 2)                                          |
| В. Москвин         | Пассажир 1-го салона № 6                                                                               |
| Владимир Баранов   | Пассажир 1-го салона № 7 (лейтенант ВВС, в титрах отсутствует)                                         |
| Иван Сидоров       | Пассажир 1-го салона № 8 (речник, сидел рядом с пассажиркой 1-го салона № 1)                           |
| Игорь Ефимов       | Сердитый пассажир 1-го салона № 9 Баранов                                                              |
| Всеволод Гаврилов  | Пассажир 1-го салона № 10                                                                              |
| Владимир Пархомчик | Пассажир 1-го салона № 11                                                                              |
| Владимир Мельников | Пассажир 1-го салона № 12 (сидел между Инной и пассажиром 1-го салона № 1), мичман Василий             |
| Валентин Сефер     | Пассажир 1-го салона № 13                                                                              |
| Слава Ковальчук    | Пассажир 1-го салона № 14 (внук рядом с бабушкой)                                                      |
| Вадим Егоров       | в зале ожидания аэропорта исполняет под гитару собственную песню «Протяни мне руку»                    |

## Съёмочная группа
- Режиссёр: Геннадий Глаголев
- Сценаристы: Борис Рахманин, Юрий Яровой
- Оператор: Валерий Севастьянов
- Композитор: Иварс Вигнерс
- Мастер света: Валерий Логвинов
- Звукооператор: Владимир Богдановский